# Lomographa nigropunctaria
Lomographa nigropunctaria, descrita inicialmente como Bapta atrinotapex, es una especie de polillas de la familia Geometridae. La especie fue descrita por primera vez por el entomólogo británico John Henry Leech en 1897, con distribución endémica en China. El sintipo fue descrito en el sector Moupin en los alrededores de la ciudad de Kangding, a poca distancia del río Dadu. Tiene gran parecido con otra especies asiáticas, Lomographa juta de Borneo y Lomographa atrinotapex de Vietnam, aún en su morfología genital.